# Saint-Pierremont (Vosges)
Saint-Pierremont település Franciaországban, Vosges megyében. Lakosainak száma 153 fő (2022. január 1.). Saint-Pierremont Magnières, Domptail és Xaffévillers községekkel határos.

## Népesség
A település népessége az elmúlt években az alábbi módon változott:
| Lakosok száma | 165  | 162  | 160  | 153  | 152  | 153  | 152  | 152  | 153  |
|               | 2013 | 2015 | 2016 | 2017 | 2018 | 2019 | 2020 | 2021 | 2022 |